# Lasioglossum palaonicum
Lasioglossum palaonicum là một loài Hymenoptera trong họ Halictidae. Loài này được Cockerell mô tả khoa học năm 1939.